# Rio Dourados (vattendrag i Brasilien, Mato Grosso do Sul)
Rio Dourados är ett vattendrag i Brasilien.   Det ligger i delstaten Mato Grosso do Sul, i den södra delen av landet, 900 km sydväst om huvudstaden Brasília.
Omgivningarna runt Rio Dourados är huvudsakligen savann. Runt Rio Dourados är det mycket glesbefolkat, med 2 invånare per kvadratkilometer.